# Tanaquil
Tanaquil (o Tanaquilla, anche Gaia Caecilia, Gaia Cyrilla, Caia Caecilia o Caia Cyrilla; fl. VII-VI secolo a.C.) è stata la moglie di Lucumone, che poi cambiò nome in Lucius Tarquinius Priscus, meglio noto come Tarquinio Prisco, quinto re di Roma che governò tra 616 a.C. e 579 a.C..

## Biografia

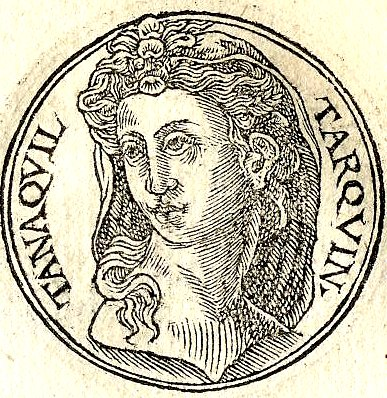
Incisione di Guillaume Rouille (1518?-1589)

Etrusca di nobile discendenza, fu una delle donne più influenti nella storia politica romana.
Tanaquil incoraggiò il marito Lucumone a lasciare la loro città, Tarquinia, per emigrare a Roma, vista l'ostilità di cui era fatto oggetto Lucumone in patria.
Fu sempre Tanaquil, profonda conoscitrice delle cose religiose, ad interpretare l'evento di cui fu protagonista Lucio Tarquinio al loro arrivo a Roma (un'aquila prima rubò il berretto al marito poi tornò indietro e lo lasciò sulla sua testa) come segno del favore degli dei verso il marito.
Ancora lei aiutò il marito a inserirsi nella vita sociale e politica di Roma fino alla sua elezione a re. Dopo l’uccisione di Tarquinio Prisco da due sicari prezzolati dei figli di Anco Marzio, Tanaquil, nascondendo l’uccisione del marito al popolo romano, annunciò ad arte che «lui era sopravvissuto all'attentato e che aveva designato come suo successore temporale Servio Tullio.» Quando infatti suo marito era morto ed il popolo romano non ancora se n’era reso conto, Servio rinforzò il suo potere reale, e le promise che avrebbe dato il regno al suo figlio quando questi avesse raggiunto la maggiore età, ma non lo fece.

## Nella cultura successiva
Tanaquil non ha goduto di alcuna fortuna letteraria, se si esclude La Saga di Tanaquilla di Johann Jakob Bachofen e De mulieribus claris di Giovanni Boccaccio, prima raccolta di biografie di personaggi unicamente femminili, 106 in totale, tra i quali vi è anche lei.